# Тулево-Ґурне
Тулево-Ґурне (пол. Tulewo Górne) — село в Польщі, у гміні Вишкув Вишковського повіту Мазовецького воєводства.
Населення — 356 осіб (2011).
У 1975-1998 роках село належало до Остроленцького воєводства.

## Демографія
Демографічна структура станом на 31 березня 2011 року:
|          | Загалом | Допрацездатний вік | Працездатний вік | Постпрацездатний вік |
| -------- | ------- | ------------------ | ---------------- | -------------------- |
| Чоловіки | 175     | 42                 | 120              | 13                   |
| Жінки    | 181     | 44                 | 103              | 34                   |
| Разом    | 356     | 86                 | 223              | 47                   |